# От звонка до звонка
«От звонка до звонка» (англ. Starred Up) — британская криминальная драма режиссёра Дэвида Маккензи, вышедшая на экраны в 2013 году.
Премьера фильма состоялась на Кинофестивале в Теллуриде. 9 сентября 2013 года фильм был показан на Международном кинофестивале в Торонто, 10 октября на Лондонском кинофестивале, а 15 декабря — на Les Arcs International Film Festival. Позднее он был показан на Международном кинофестивале в Роттердаме и на кинофестивале Трайбека.

## Сюжет
Эрик Лав — 19-летний преступник, чрезвычайно вспыльчивый и жестокий, — впервые попадает во взрослую тюрьму; до этого он бывал только в колонии для несовершеннолетних. Здесь же сидит и его отец Невилл, занимающий довольно высокое место в тюремной иерархии. Хотя отец всячески советует ему не высовываться, Эрик не может совладать с собой и вскоре вступает в драку с одним из своих соседей. Это приводит его в карцер, где ему грозит не только более строгая изоляция, но и реальный риск погибнуть от рук охранников. К счастью, за него вступается местный психолог, который приглашает его на сеансы групповой терапии. По настоянию отца Эрик соглашается с предложением и начинает посещать эти собрания…

## В ролях
- Джек О'Коннелл — Эрик Лав
- Бен Мендельсон — Невилл Лав, отец Эрика
- Руперт Френд — Оливер Баумер, психолог
- Сэм Спрюэлл — заместитель начальника тюрьмы Хэйнс
- Энтони Уэлш — Хассан
- Дэвид Айяла — Тайрон
- Питер Фердинандо — Деннис Спенсер
- Рафаэль Соволе — Яго
- Иэн Битти — офицер Джонсон

## Критика
Фильм получил признание кинокритиков. На сайте Rotten Tomatoes фильм имеет рейтинг 99 % на основе 107 рецензий со средним баллом 7,9 из 10. На сайте Metacritic фильм имеет оценку 81 из 100 на основе 26 рецензий критиков, что соответствует статусу «всеобщее признание».

## Награды и номинации
- 2013 — приз Лондонского кинофестиваля лучшему британскому дебютанту (Джонатан Эссер за сценарий)[3].
- 2013 — Премия британского независимого кино за лучшую мужскую роль второго плана (Бен Мендельсон), а также 7 номинаций: лучший британский независимый фильм, лучшая режиссура (Дэвид Маккензи), лучший сценарий (Джонатан Эссер), лучший актёр (Джек О’Коннелл), лучший актёр второго плана (Руперт Френд), лучшее техническое достижение (Шахин Бэйг за кастинг), лучшее достижение в кинопроизводстве[8].
- 2014 — три премии BAFTA Scotland: лучший фильм, лучшая режиссура (Дэвид Маккензи), лучший сценарий (Джонатан Эссер), а также номинация в категории «лучший актёр» (Джек О’Коннелл).
- 2014 — премия Национального совета кинокритиков США за лучший актёрский прорыв (Джек О’Коннелл), а также попадание в десятку лучших независимых фильмов года.
- 2014 — приз лучшему актёру (Джек О’Коннелл) на Дублинском кинофестивале[9].
- 2014 — премия Европейской киноакадемии лучшему европейскому звукорежиссёру (Йоаким Сундстрём).
- 2014 — номинация на премию Ирландской киноакадемии за лучший монтаж (Ник Эмерсон, Джейк Робертс).
- 2015 — номинация на премию Лондонского кружка кинокритиков в категории «лучший британский актёр года» (Джек О’Коннелл).